# Spinileberis inflexicostata
Spinileberis inflexicostata is een mosselkreeftjessoort uit de familie van de Cytheridae. De wetenschappelijke naam van de soort is voor het eerst geldig gepubliceerd in 1981 door Chen.